# Razzia (film, 1932)
Pour plus de détails, voir Fiche technique et Distribution.
Razzia est un film franco-allemand réalisé par Jacques Séverac, sorti en 1932.

## Fiche technique
- Titre : Razzia
- Réalisation : Jacques Séverac
- Scénario et dialogues : Jacques Séverac
- Photographe : Henri Cheverau et Jean Isnard
- Décors : Jacques Séverac
- Musique : Hans Bullérian, Martin Garcia, Pablo Labor et Jean Liamine
- Production : Gallia Films Productions - H.A. Kayser-Filmproduktion
- Pays d'origine :  France -  Allemagne
- Durée : 69 minutes
- Date de sortie : France, 1er janvier 1932

## Distribution
- José Davert : Omghar el Chergui
- Leila Atouna : Malika
- François Viguier : le marabout Sidi-Abès
- Habib Benglia
- Alfred Muller
- Georges Perez